# Janos Kevey
János Kevey (ur. 28 lutego 1907 w Kevevárze, zm. 11 kwietnia 1991) – węgierski szermierz i trener szermierki, m.in. reprezentacji Polski szablistów (1947-1958).

## Życiorys
Jego rodzice byli Niemcami, pierwotnie nosił nazwisko Richter. W młodości studiował prawo. W 1930 został drużynowym akademickim mistrzem świata w szabli. Był absolwentem Wojskowego Instytutu Kształcenia Nauczycieli Szermierki i Gimnastyki w Wiener-Neustadt (1930) i Akademii Wojskowej Cesarzowej Ludwiki (1933). W 1935 opuścił armię i w tym samym roku otrzymał tytuł profesora szermierki w Węgierskiej Królewskiej Szkole Sportu Wojskowego i Szermierki w Budapeszcie, następnie pracował jako fechtmistrz, w tym w 1938 w Polsce, w 1939 odznaczono go Orderem Polonia Restituta. Od 1939 ponownie służył w armii węgierskiej. W 1940 został mistrzem Węgier w szpadzie. Pozostał w wojsku także po II wojnie światowej, przejściowo aresztowany po 1945, ostatecznie oczyszczony z zarzutów o kolaborację, dosłużył stopnia majora.
W październiku 1947 został trenerem reprezentacji Polski w szabli. Największymi sukcesami indywidualnymi jego zawodników było mistrzostwo świata juniorów Wojciecha Zabłockiego w 1953, wicemistrzostwo olimpijskie Jerzego Pawłowskiego w 1956, mistrzostwo świata Jerzego Pawłowskiego w 1957, brązowy medal mistrzostw świata Jerzego Twardokensa w 1958. Drużyna wywalczyła kolejno brązowy medal mistrzostw świata w 1953, wicemistrzostwo świata w 1954, wicemistrzostwo olimpijskie w 1956, brązowe medale mistrzostw świata w 1957 i 1958. W 1952 wydał książkę Szermierka na szable. Podstawy nowoczesnej techniki szablowej.
Odszedł ze stanowiska trenera kadry po konflikcie z zawodnikami, niezadowolonymi z braku złotego medalu na mistrzostwach świata w 1958. Następnie pracował jako trener we Włoszech, m.in. w Turynie i Mediolanie.
Jego metoda walki opierała się na dużej ruchliwości i kilku, zredukowanych do minimum, akcjach szermierczych. Była krytykowana za nadmierne taktyczne uproszczenie. Niemniej Kevey, znany w Polsce jako „Jancsi Bácsi” pozostał w pamięci jako twórca sukcesów polskiej szabli i został wybrany do „dziesiątki” najlepszych trenerów na trzydziestolecie PRL w 1974 (na 4. miejscu).
W 2007 roku jego gwiazda została odsłonięta we władysławowskiej Alei Gwiazd Sportu.